# Cantina Tollo-Alexia Alluminio Italia 1999
Questa voce raccoglie le informazioni riguardanti la Cantina Tollo-Alexia Alluminio Italia nelle competizioni ufficiali della stagione 1999.

## Organico

### Staff tecnico
GM=General manager; DS=Direttore sportivo.
|  | Naz.              | Ruolo | Sportivo            |  |  |  |
|  | ----------------- | ----- | ------------------- |  |  |  |
|  | Italia (bandiera) | GM    | Vincenzo Santoni    |  |  |  |
|  | Italia (bandiera) | DS    | Franco Gini         |  |  |  |
|  | Italia (bandiera) | DS    | Enrico Paolini      |  |  |  |
|  | Italia (bandiera) | DS    | Piero Pieroni       |  |  |  |
|  | Italia (bandiera) | DS    | Palmiro Masciarelli |  |  |  |
|  | Italia (bandiera) | DS    | Leonardo Levati     |  |  |  |
|  | Italia (bandiera) | DS    | Giuseppe Petito     |  |  |  |

### Rosa
|  | Naz.                   |  | Sportivo               | Anno |  |  |
|  | ---------------------- |  | ---------------------- | ---- |  |  |
|  | Italia (bandiera)      |  | Alessandro Baronti     | 1967 |  |  |
|  | Italia (bandiera)      |  | Paolo Bossoni          | 1976 |  |  |
|  | Italia (bandiera)      |  | Andrea Brognara        | 1971 |  |  |
|  | Italia (bandiera)      |  | Oscar Cavagnis         | 1974 |  |  |
|  | Italia (bandiera)      |  | Gabriele Colombo       | 1972 |  |  |
|  | Italia (bandiera)      |  | Moreno Di Biase        | 1975 |  |  |
|  | Italia (bandiera)      |  | Danilo Di Luca         | 1976 |  |  |
|  | Italia (bandiera)      |  | Marco Antonio Di Renzo | 1969 |  |  |
|  | Italia (bandiera)      |  | Cristian Gasperoni     | 1970 |  |  |
|  | Italia (bandiera)      |  | Massimiliano Gentili   | 1971 |  |  |
|  | Italia (bandiera)      |  | Federico Giabbecucci   | 1975 |  |  |
|  | Italia (bandiera)      |  | Massimo Giunti         | 1974 |  |  |
|  | Danimarca (bandiera)   |  | Bo Hamburger           | 1970 |  |  |
|  | Svezia (bandiera)      |  | Marcus Ljungqvist      | 1974 |  |  |
|  | Italia (bandiera)      |  | Marco Magnani          | 1974 |  |  |
|  | Italia (bandiera)      |  | Ruggero Marzoli        | 1976 |  |  |
|  | Italia (bandiera)      |  | Luca Mazzanti          | 1974 |  |  |
|  | Italia (bandiera)      |  | Nicola Minali          | 1969 |  |  |
|  | Italia (bandiera)      |  | Gianpaolo Mondini      | 1972 |  |  |
|  | Italia (bandiera)      |  | Emanuele Negrini       | 1974 |  |  |
|  | Italia (bandiera)      |  | Germano Pierdomenico   | 1967 |  |  |
|  | Italia (bandiera)      |  | Guisvan Piovaccari     | 1973 |  |  |
|  | Italia (bandiera)      |  | Roberto Sgambelluri    | 1974 |  |  |
|  | Italia (bandiera)      |  | Andrea Tonti           | 1976 |  |  |
|  | Stati Uniti (bandiera) |  | Guido Trenti           | 1972 |  |  |
|  | Italia (bandiera)      |  | Marco Villa            | 1969 |  |  |

## Palmarès

### Corse a tappe
- Tour de Langkawi

5ª tappa (Moreno Di Biase)
11ª tappa (Marcus Ljungkvist)
- Giro di Slovenia

6ª tappa (Moreno Di Biase)
- Giro del Giappone

1ª tappa (Moreno Di Biase)
5ª tappa (Gianpaolo Mondini)
- Quatre jours de Dunkerque

1ª tappa (Nicola Minali)
- Tour de France

18ª tappa (Gianpaolo Mondini)

### Corse in linea
- Giro della Provincia di Siracusa (Alessandro Baronti)
- Gran Premio Industria e Commercio di Prato (Alessandro Baronti)
- Trofeo dell'Etna (Alessandro Baronti)
- Trofeo dello Scalatore 1 (Roberto Sgambelluri)
- Trofeo dello Scalatore (Roberto Sgambelluri)

### Pista
- Sei Giorni di Milano (Marco Villa)